# 布朗什
布朗什（法語：Branches，法語發音：[bʁɑ̃ʃ] ⓘ）是法国勃艮第-弗朗什-孔泰大区约讷省的一个市镇，属于欧塞尔区。

## 地理
布朗什（47°53'3"N, 3°28'54"E）面积10.99 平方千米，位于法国勃艮第-弗朗什-孔泰大區约讷省，该省份为法国中北部内陆省份，西接卢瓦雷省，西北接塞纳-马恩省，南至涅夫勒省，东临科多尔省，东北与奥布省接壤。
与布朗什接壤的市镇（或旧市镇、城区）包括：阿普瓦尼、沙尔比、希什里、弗勒里拉瓦莱、瓦尔拉维永、佩里尼。

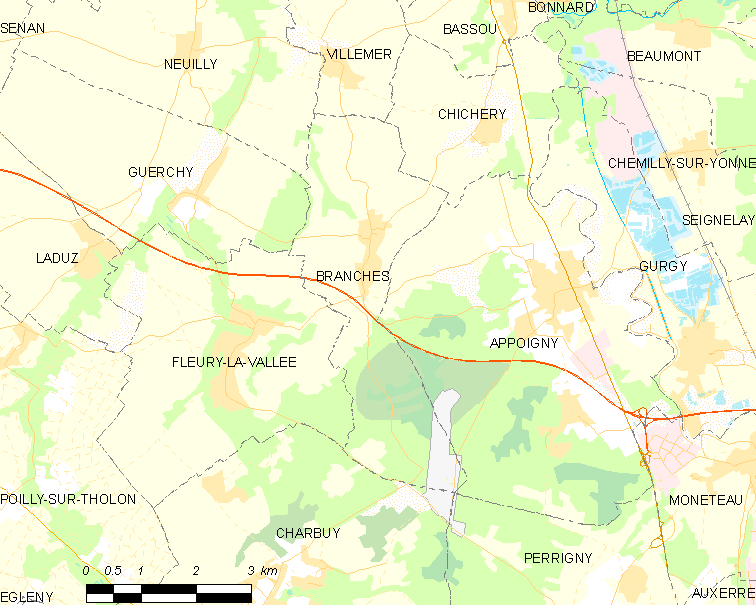
布朗什的OSM定位图

布朗什的时区为UTC+01:00、UTC+02:00（夏令时）。

## 行政
布朗什的邮政编码为89113，INSEE市镇编码为89053。

## 政治
布朗什所属的省级选区为欧塞尔第二县。

## 人口

1962-2008年间布朗什人口变化图示

布朗什于2022年1月1日时的人口数量为435人。